# Alexander Mackendrick
Alexander Mackendrick (Boston, 8 septembre 1912 – Los Angeles, 22 décembre 1993) est un réalisateur de cinéma britannique, d'ascendance écossaise.

## Biographie
Alexander Mackendrick est né à Boston, dans l’État du Massachusetts. Il était le fils unique de Francis Robert Mackendrick et de Martha Mackendrick. Originaires de Glasgow en Écosse, ils avaient émigré aux États-Unis en 1911. Son père, ingénieur civil, travaillait dans la construction navale. Alors que Mackendrick n’avait que six ans, son père mourut emporté par la grippe « espagnole » qui sévit dans le monde entier après la Première Guerre mondiale. Sa mère, qui devait impérativement trouver du travail, décida de devenir couturière. Pour atteindre ce but, Martha dut céder la garde de son fils au grand-père de celui-ci, qui vivait toujours en Écosse ; c’est ainsi qu’à l’âge de sept ans le jeune Mackendrick revient sur la terre de ses aïeux. Jamais plus il ne devait revoir sa mère, ni même entendre parler d’elle.
Le jeune Alexander Mackendrick eut une enfance très malheureuse et solitaire.

### Premières armes
Il fréquenta l’école de Hillhead de 1919 à 1926, puis entama des études d’art à la Glasgow School of Art. Au début des années 1930, Mackendrick partit s’installer à Londres pour travailler comme directeur artistique pour l’agence de publicité J. Walter Thompson. Entre 1936 et 1938, Mackendrick fut l’auteur du script de cinq publicités cinématographiques. Plus tard, il parla de cette expérience comme d’une expérience inestimable, quand bien même il éprouvât toujours un extrême dégoût pour l’industrie en elle-même. En 1937, Mackendrick écrivit son premier script pour le cinéma Midnight Menace, avec celui qui était à la fois son cousin et son ami proche, Roger MacDougall. Plus tard, ce script devait être acheté par l’Associated British Picture Corporation.

### Seconde Guerre mondiale
Au début de la Seconde Guerre mondiale, Mackendrick fut engagé par le Ministère de l'Information pour réaliser des films de propagande pro-britannique. En 1942, il séjourna d’abord à Alger, pour ensuite se rendre en Italie, où il travailla avec la Psychological Warfare Division – la Division de la guerre psychologique. C’est alors qu’il tourna des films d’actualité, des documentaires, qu’il réalisa des tracts, qu’il participa à des actualités radiophoniques. En 1943, il était devenu le directeur de l’unité cinéma, et c’est à ce titre qu’il donna son aval pour la production du classique de Roberto Rossellini, Rome, ville ouverte.

### L’après-guerre
Une fois la guerre terminée, Mackendrick et son cousin Roger MacDougall rejoignirent la compagnie Merlin Productions, dans le cadre de laquelle ils produisirent des documentaires pour le Ministère des Renseignements. Mais Merlin Productions se révéla être une entreprise peu rentable, si bien qu’en 1946, Mackendrick se joignit aux studios Ealing, pour lesquels il devait travailler neuf ans durant. Au début, il y travaillait à des storyboards, mais il parvint à gravir les échelons pour finir par écrire et réaliser ses propres films, parmi lesquels, Whisky à gogo ! (Whisky Galore !, 1949), L’Homme au complet blanc (The Man in the White Suit, 1951) et Tueurs de dames (The Ladykillers, 1955).

### Retour aux États-Unis
En 1955, Mackendrick quitta la Grande-Bretagne pour Hollywood. En fait, il devait passer le reste de sa vie professionnelle à voyager entre Londres et Los Angeles.
Mackendrick commença sa carrière américaine en dirigeant Le Grand Chantage (Sweet Smell of Success, 1957) un film produit par Hecht-Hill-Lancaster (HHL — Norma Productions). Ce film, qui devait connaître un certain succès public, a pour protagoniste un agent de presse — Tony Curtis — embarqué dans un complot manigancé par un éditorialiste influent — Burt Lancaster — lequel entend bien mettre un terme à la relation qu'entretient la plus jeune de ses sœurs avec un musicien de jazz. Les relations furent assez houleuses entre Mackendrick et les producteurs du film, car le côté perfectionniste du réalisateur n'était pas sans agacer ces derniers. Après Le Grand Chantage, Mackendrick revint en Grande-Bretagne pour mettre en scène, en 1959, son second film estampillé HHL, Au fil de l'épée (The Devil’s Disciple), mais il fut renvoyé après à peine un mois de tournage à cause des tensions qui couvaient depuis la première collaboration, et c'est Guy Hamilton qui fut appelé pour le remplacer. L'expérience marqua profondément Mackendrick.
Après cette déconvenue, Mackendrick dirigea plusieurs publicités télévisées pour Horlicks. Il eut toutefois l'occasion de réaliser une poignée de films dans les années 1960, parmi lesquels L'Odyssée du petit Sammy (Sammy Going South, 1963), Cyclone à la Jamaïque (A High Wind in Jamaica, 1965) ou bien encore Comment réussir en amour sans se fatiguer (Don't Make Waves, 1967).
En 1969, il revint aux États-Unis après avoir été honoré du titre de doyen de l'école de cinéma du California Institute of the Arts. Il abandonna le poste en 1978 pour être professeur. Il n'est pas difficile de comprendre la raison qui poussa Mackendrick à quitter la réalisation pour l'enseignement. « Il dépensait davantage d'énergie à négocier ceci ou cela, qu'à mettre en scène. » Lorsque les studios Ealing furent mis en vente, Mackendrick avait tout d'un coup les coudées franches pour poursuivre une carrière de réalisateur indépendant, mais c'est une chose à laquelle il n'avait jamais été préparé :
« Aux studios Ealing… j'étais un enfant horriblement gâté, car on enlevait de mes épaules le poids de tous les problèmes logistiques et financiers, quand bien même je ne pouvais pas décider du film que je voulais faire. J'ai trouvé bien plus de satisfaction dans l'enseignement, pourquoi cela ? Eh bien simplement parce que, quand le monde que j'avais connu chez Ealing a sombré, j'ai découvert à Hollywood que, pour faire des films, il faut être un excellent négociateur… chose pour laquelle je n'ai aucun talent. Je me suis aperçu que ce n'était pas mon truc, et donc je suis parti. »
Souffrant d'un emphysème grave, Mackendrick fut dans l'impossibilité de rentrer en Europe pendant la majeure partie du temps qu'il passa à enseigner. Il continua d'exercer cette activité jusqu'à ce qu'une pneumonie lui soit fatale, en 1993. Sa dépouille repose au Memorial Park Cemetery de Westwood Village.
Parmi ceux qui purent jouir de l'enseignement de MacKendrick, on peut citer quelques noms plus ou moins connus : Doug Campbell, Terence Davies, Don Device, F. X. Feeney, Richard Jefferies, James Mangold, Stephen Mills, Thom Mount, Sean Daniel, Bruce Berman, Gregory Orr, Don Di Pietro, Michael Pressman, Douglas Rushkoff, and Lee Sheldon, entre autres.

## Filmographie

### Réalisateur
- 1949 : Whisky à gogo ! (Whisky galore)
- 1951 : L’Homme au complet blanc (The Man in the White Suit)
- 1952 : La Merveilleuse Histoire de Mandy (Mandy)
- 1954 : The Maggie
- 1955 : Tueurs de dames (The Ladykillers)
- 1957 : Le Grand Chantage (Sweet Smell of Success)
- 1959 : Au fil de l'épée (The Devil's Disciple) coréalisé par Guy Hamilton — Mackendrick non crédité
- 1961 : Les Canons de Navarone (The Guns of Navarone) coréalisé par Jack Lee Thompson — Mackendrick non crédité
- 1963 : L'Odyssée du petit Sammy (Sammy Going South)
- 1964 : The Defenders
- 1965 : Cyclone à la Jamaïque (A High Wind in Jamaica)
- 1967 : Oh Dad, Poor Dad, Mama's Hung You in the Closet and I'm Feeling So Sad (en) (non crédité)
- 1967 : Comment réussir en amour sans se fatiguer (Don't Make Waves)

### Scénariste
- 1941 : Carnival in the Clothes Cupboard
- 1943 : Train Trouble
- 1948 : Sarabande (Saraband for Dead Lovers) de Basil Dearden
- 1950 : La Lampe bleue (The Blue Lamp) de Basil Dearden
- 1950 : Le Démon de la danse (Dance Hall) de Charles Crichton
- 1951 : L'Homme au complet blanc (The Man in the White Suit)
- 1954 : The Maggie
- 1957 : Le Grand Chantage (Sweet Smell of Success) (non crédité)